# 馬達加斯加島溪漢魚
馬達加斯加島溪漢魚，為輻鰭魚綱銀漢魚目皮杜銀漢魚科的其中一種，被IUCN列為易危保育類動物，分布於非洲馬達加斯加Alotra湖及Maningory河流域，體長可達14公分，為熱帶淡水魚，棲息在表層水域，生活習性不明。